# Rouge (grupp)
Rouge är en brasiliansk kvinnlig musikgrupp bildad 2002. Gruppen bestod av fem medlemmar: Aline Wirley, Fantine Thó, Karin Hils, Li Martins, Lu Andrade.

## Diskografi

### Studioalbum
- 2002 – Rouge
- 2003 – C'est La Vie
- 2004 – Blá Blá Blá
- 2005 – Mil e Uma Noites
- 2019 – Les 5inq